# Aspidogyne vesiculosa
Aspidogyne vesiculosa är en orkidéart som beskrevs av Paul Ormerod. Aspidogyne vesiculosa ingår i släktet Aspidogyne och familjen orkidéer. Inga underarter finns listade i Catalogue of Life.